# Jœuf
Jœuf est une commune française située dans le département de Meurthe-et-Moselle, en région Grand Est. C'est l'une des trois villes-centres de l'unité urbaine de Jœuf.

## Géographie
Cette commune du Pays Haut est un village contigu aux territoires annexés par l'Allemagne de 1871 à 1919 et de 1940 à 1944, mais resté du côté français pendant ces périodes d'annexion.

### Communes limitrophes
| Val de Briey |      | Moyeuvre-Grande Moselle     |
|              | Jœuf |                             |
| Homécourt    |      | Montois-la-Montagne Moselle |

### Hydrographie

#### Réseau hydrographique
La commune est dans le bassin versant du Rhin au sein du bassin Rhin-Meuse. Elle est drainée par l'Orne,.
L'Orne, d'une longueur de 86 km, prend sa source dans la commune de Ornes et se jette  dans la Moselle à Richemont, après avoir traversé 25 communes. 

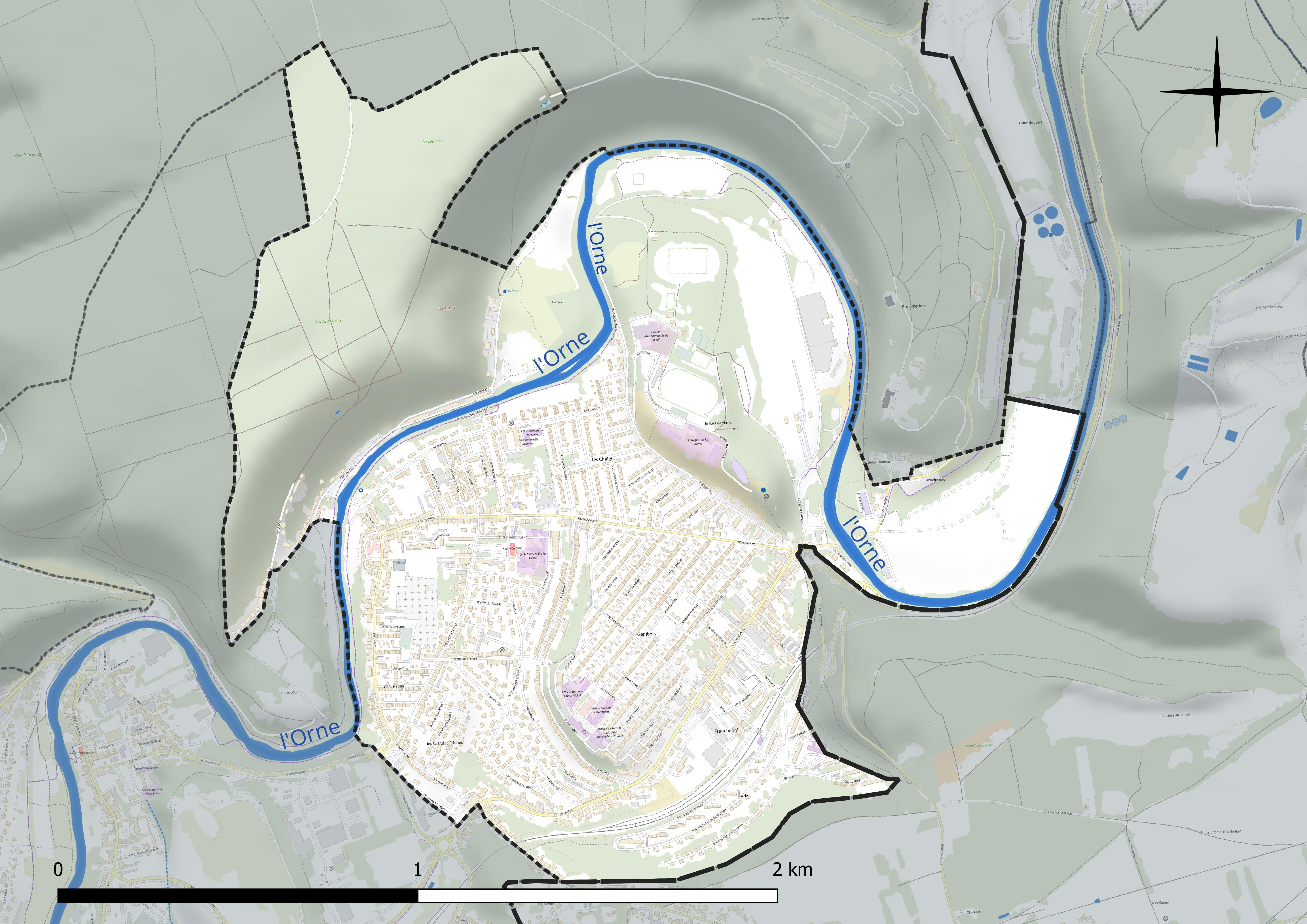
Réseau hydrographique de Jœuf.

#### Gestion et qualité des eaux
Le territoire communal est couvert par le schéma d'aménagement et de gestion des eaux (SAGE) « Bassin ferrifère ». Ce document de planification concerne le périmètre des anciennes galeries des mines de fer, des aquifères et des bassins versants hydrographiques associés qui s’étend sur 2 418 km2. Les bassins versants concernés sont celui de la Chiers en amont de la confluence avec l'Othain, et ses affluents (la Crusnes, la Pienne, l'Othain), celui de l'Orne et ses affluents et celui de la Fensch, le Veymerange, la Kiesel et les parties françaises du bassin versant de l'Alzette et de ses affluents (Kaylbach, ruisseau de Volmerange). Il a été approuvé le 27 mars 2015. La structure porteuse de l'élaboration et de la mise en œuvre est la région Grand Est. 
La qualité des cours d’eau peut être consultée sur un site dédié géré par les agences de l’eau et l’Agence française pour la biodiversité. 

### Climat
Pour des articles plus généraux, voir Climat du Grand Est et Climat de Meurthe-et-Moselle.
En 2010, le climat de la commune est de type climat des marges montargnardes, selon une étude du Centre national de la recherche scientifique s'appuyant sur une série de données couvrant la période 1971-2000. En 2020, Météo-France publie une typologie des climats de la France métropolitaine dans laquelle la commune est exposée à un climat semi-continental et est dans la région climatique  Lorraine, plateau de Langres, Morvan, caractérisée par un hiver rude (1,5 °C), des vents modérés et des brouillards fréquents en automne et hiver. 
Pour la période 1971-2000, la température annuelle moyenne est de 9,5 °C, avec une amplitude thermique annuelle de 16,3 °C. Le cumul annuel moyen de précipitations est de 754 mm, avec 11,7 jours de précipitations en janvier et 9,1 jours en juillet. Pour la période 1991-2020, la température moyenne annuelle observée sur la station météorologique de Météo-France la plus proche, « Doncourt-lès-Conflans », sur la commune de Doncourt-lès-Conflans à 11 km à vol d'oiseau, est de 10,7 °C et le cumul annuel moyen de précipitations est de 710,3 mm. 
La température maximale relevée sur cette station est de 40,9 °C, atteinte le 25 juillet 2019 ; la température minimale est de −16,5 °C, atteinte le 26 décembre 2010,,. 
Les paramètres climatiques de la commune ont été estimés pour le milieu du siècle (2041-2070) selon différents scénarios d'émission de gaz à effet de serre à partir des nouvelles projections climatiques de référence DRIAS-2020. Ils sont consultables sur un site dédié publié par Météo-France en novembre 2022.

## Urbanisme

### Typologie
Au 1er janvier 2024, Jœuf est catégorisée petite ville, selon la nouvelle grille communale de densité à sept niveaux définie par l'Insee en 2022.
Elle appartient à l'unité urbaine de Jœuf, une agglomération inter-départementale regroupant six  communes, dont elle est ville-centre,,. Par ailleurs la commune fait partie de l'aire d'attraction de Val de Briey, dont elle est une commune du pôle principal,. Cette aire, qui regroupe 14 communes, est catégorisée dans les aires de moins de 50 000 habitants,.

### Occupation des sols
L'occupation des sols de la commune, telle qu'elle ressort de la base de données européenne d’occupation biophysique des sols Corine Land Cover (CLC), est marquée par l'importance des territoires artificialisés (74 % en 2018), en augmentation par rapport à 1990 (72,7 %). La répartition détaillée en 2018 est la suivante : zones urbanisées (48,9 %), forêts (25,2 %), zones industrielles ou commerciales et réseaux de communication (14,5 %), espaces verts artificialisés, non agricoles (10,6 %), milieux à végétation arbustive et/ou herbacée (0,9 %). L'évolution de l’occupation des sols de la commune et de ses infrastructures peut être observée sur les différentes représentations cartographiques du territoire : la carte de Cassini (XVIIIe siècle), la carte d'état-major (1820-1866) et les cartes ou photos aériennes de l'IGN pour la période actuelle (1950 à aujourd'hui).

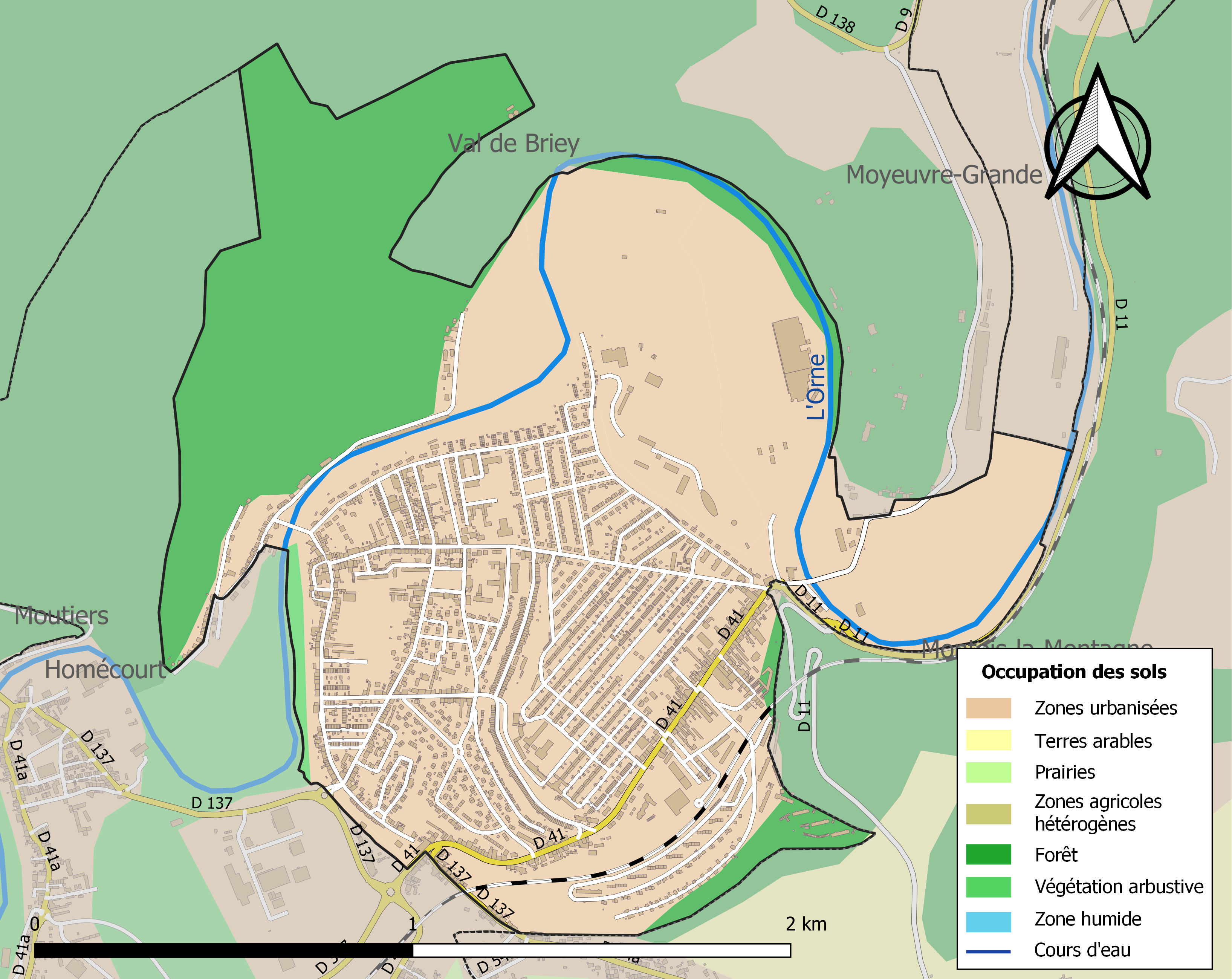
Carte des infrastructures et de l'occupation des sols de la commune en 2018 (CLC).

## Toponymie
Anciennes mentions : Juf (1128), Juef (1404), Gieux (1444), Joefs et Jueufz (1446), Juelz (XVe siècle), Jeux sur la rivière d’Orne (1514), Jeux (1544), Joeufz (XVIIe siècle), Joeufs  (1689), Jœufium (1749), Jauf (1801).

De l'oïl ethn. juef « juif », devenu un nom de personne, puis un nom de lieu.

## Histoire
En 1681, Jœuf est un fief mouvant du roi qui appartient au chapitre de la cathédrale de Metz. Entre 1751 et 1790, cette ville fait partie du bailliage de Briey.
Le lieu-dit Franchepré relevait de l'abbaye du Justemont (prémontrés) ; un ermitage s'y établit au XVIe siècle.
En août 1809, sur décision de Napoléon Ier, les communes de Jœuf et d'Homécourt fusionnent et Charles Louis, premier édile depuis 1803, est confirmé dans ses fonctions. En mai 1833, Joeuf-Homécourt cesse d'exister et chaque village retrouve son indépendance.
En 1817, Jœuf, village de l'ancienne province du Barrois à droite de l'Orne, avait pour annexes la ferme de Franchepré et le moulin de Ravenne ; à cette époque il y avait 207 habitants répartis dans 36 maisons.
Avant le traité de Francfort de 1871, Jœuf et son arrondissement faisaient partie du département de la Moselle.

## Politique et administration

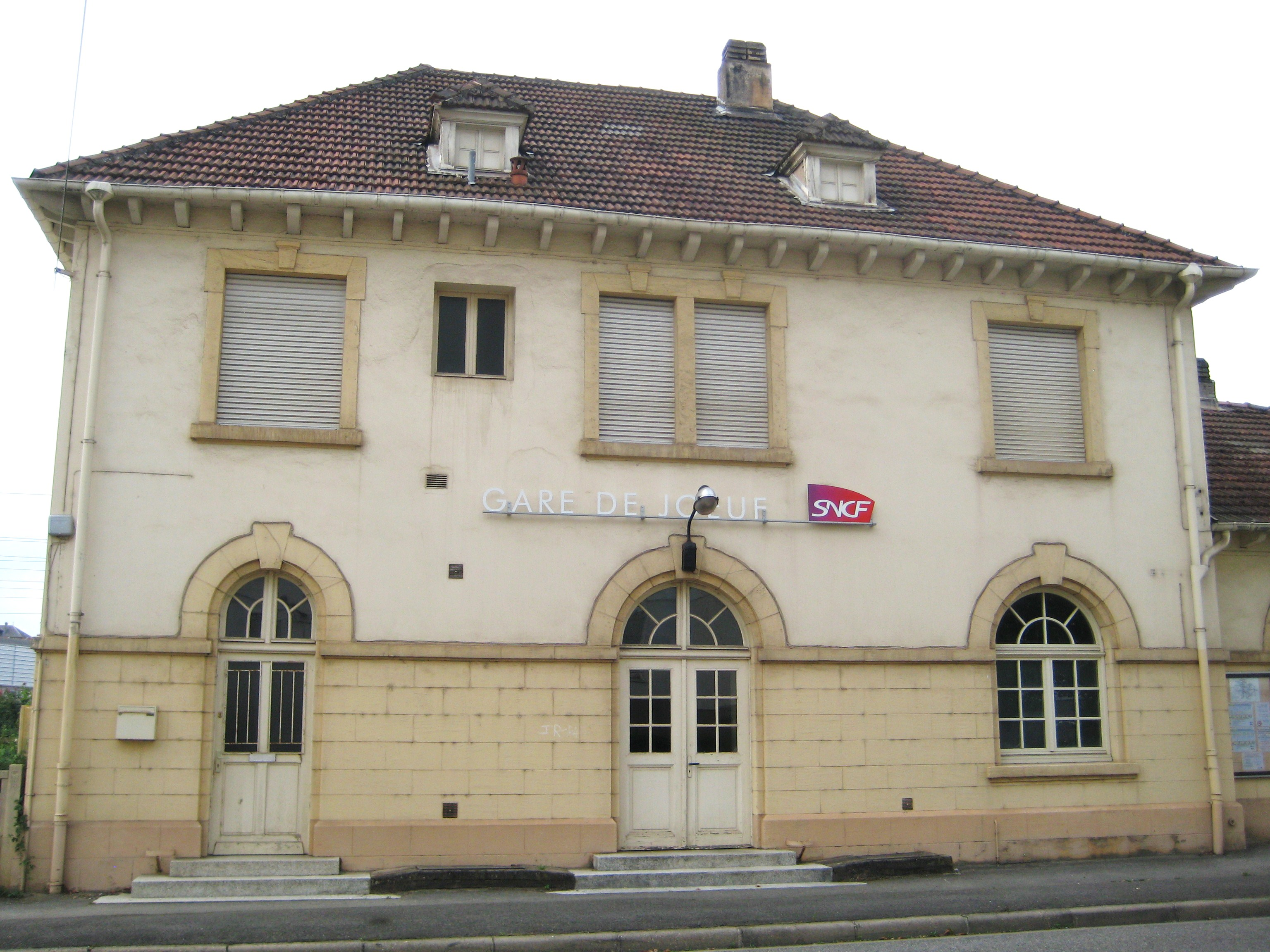
La gare.

### Liste des maires
| Période                                      | Période                        | Identité                   | Étiquette    | Qualité |
| -------------------------------------------- | ------------------------------ | -------------------------- | ------------ | --- |
| Les données manquantes sont à compléter.     |                                |                            |              | |
| 1794                                         | 1795                           | Étienne Royer              |              | |
| 1795-1800 : Municipalité de canton de Rombas |                                |                            |              | |
| 1800                                         | 1803                           | Nicolas Beauchamp          |              | |
| 1803                                         | 1815                           | Charles Louis              |              | |
| 1815                                         | 1821                           | Pierre Devaux              |              | |
| 1821                                         | 1832                           | Charles Louis              |              | |
| 1832                                         | 1834                           | François Petitgand         |              | |
| décembre 1834                                | 1848                           | Jean-Hubert Beauchamp      |              | Ancien maître d'école |
| 1848                                         | 1852                           | Nicolas Ansmand            |              | |
| juillet 1852                                 | décembre 1863                  | Jean-Hubert Beauchamp      |              | Ancien maître d'école |
| décembre 1863                                | 1876                           | Jean-Pierre Pérignon       |              | |
| 1876                                         | 1878                           | François Gassaux           |              | |
| 1878                                         | 1892                           | Joseph Pérignon            |              | |
| 1892                                         | 1893                           | Joseph Marcel Martin       |              | Instituteur |
| 23 juillet 1893                              | juin 1904                      | Henri Wayant, (1854-1908)  |              | Artisan quincaillier-ferblantier Démissionnaire |
| juin 1904                                    | 26 décembre 1920               | Eugène Bastien,            |              | Employé aux Forges de Jœuf, ancien premier adjoint Chevalier de la Légion d'honneur (1919) Décédé en fonction |
| 13 février 1921                              | 3 décembre 1942                | Gustave Maguin (1885-1958) |              | Comptable aux Forges de Jœuf Premier adjoint au maire (1919 → 1921) Chevalier de la Légion d'honneur (1939), Médaille militaire, Croix de guerre 1914-1918 Démissionnaire pour raison de santé |
| 3 décembre 1942                              | 1er mai 1966                   | Maurice Peltier            | RI           | Comptable Conseiller général de Briey (1958 → 1964) Démissionnaire |
| 1er mai 1966                                 | 20 mars 1977                   | Henri Martin (1930-2022)   | DVD          | Directeur administratif, maire honoraire |
| 20 mars 1977                                 | 9 mars 1997                    | Colette Goeuriot           | PCF puis CAP | Institutrice retraitée, maire honoraire Députée de Meurthe-et-Moselle (1978 → 1988) Conseillère régionale de Lorraine (1992 → 1998) Conseillère générale de Briey (1976 → 1982) Démissionnaire |
| 9 mars 1997                                  | En cours (au 30 novembre 2023) | André Corzani, (1957- )    | PCF puis LFI | Cadre retraité Premier adjoint au maire (1983 → 1997) Conseiller général de Briey (2001 → 2015) Vice-président du conseil général (2004 → 2015) Conseiller départemental du Pays de Briey (2015 → ) Vice-président du conseil départemental (2015 → ) Vice-président de la CC du Pays de l'Orne (? → 2016) Vice-président de la CC Orne Lorraine Confluences (2017 → ) Réélu pour le mandat 2020-2026, |

### Médias
En 2010, la commune de Jœuf a été récompensée par le label « Ville Internet @@@ ».

## Population et société

### Démographie
L'évolution du nombre d'habitants est connue à travers les recensements de la population effectués dans la commune depuis 1793. Pour les communes de moins de 10 000 habitants, une enquête de recensement portant sur toute la population est réalisée tous les cinq ans, les populations de référence des années intermédiaires étant quant à elles estimées par interpolation ou extrapolation. Pour la commune, le premier recensement exhaustif entrant dans le cadre du nouveau dispositif a été réalisé en 2004.

En 2022, la commune comptait 6 509 habitants, en évolution de +0,18 % par rapport à 2016 (Meurthe-et-Moselle : −0,13 %, France hors Mayotte : +2,11 %).
| 1793 | 1800 | 1806 | 1821 | 1836 | 1841 | 1861 | 1866 | 1872 |
| ---- | ---- | ---- | ---- | ---- | ---- | ---- | ---- | ---- |
| 161  | 162  | 170  | 473  | 220  | 216  | 234  | 245  | 236  |

| 1876 | 1881 | 1886  | 1891  | 1896  | 1901  | 1906  | 1911  | 1921  |
| ---- | ---- | ----- | ----- | ----- | ----- | ----- | ----- | ----- |
| 573  | 687  | 1 930 | 2 341 | 3 123 | 5 304 | 7 335 | 9 589 | 8 910 |

| 1926   | 1931   | 1936  | 1946  | 1954   | 1962   | 1968   | 1975   | 1982  |
| ------ | ------ | ----- | ----- | ------ | ------ | ------ | ------ | ----- |
| 10 225 | 11 066 | 9 689 | 9 271 | 11 034 | 12 588 | 12 305 | 10 649 | 9 016 |

| 1990  | 1999  | 2004  | 2006  | 2009  | 2014  | 2019  | 2022  | - |
| ----- | ----- | ----- | ----- | ----- | ----- | ----- | ----- | - |
| 7 875 | 7 453 | 7 116 | 7 048 | 6 859 | 6 570 | 6 570 | 6 509 | - |

### Sport
Le club de basket-ball de Jœuf Homécourt Basket a évolué trois saisons dans les années 1970 en Nationale 1 (élite du basket-ball en France à l'époque).
Le 20 juillet 2009, la Juventus de Turin a rencontré l'ASNL dans le stade municipal de Jœuf.

## Économie

### Sidérurgie

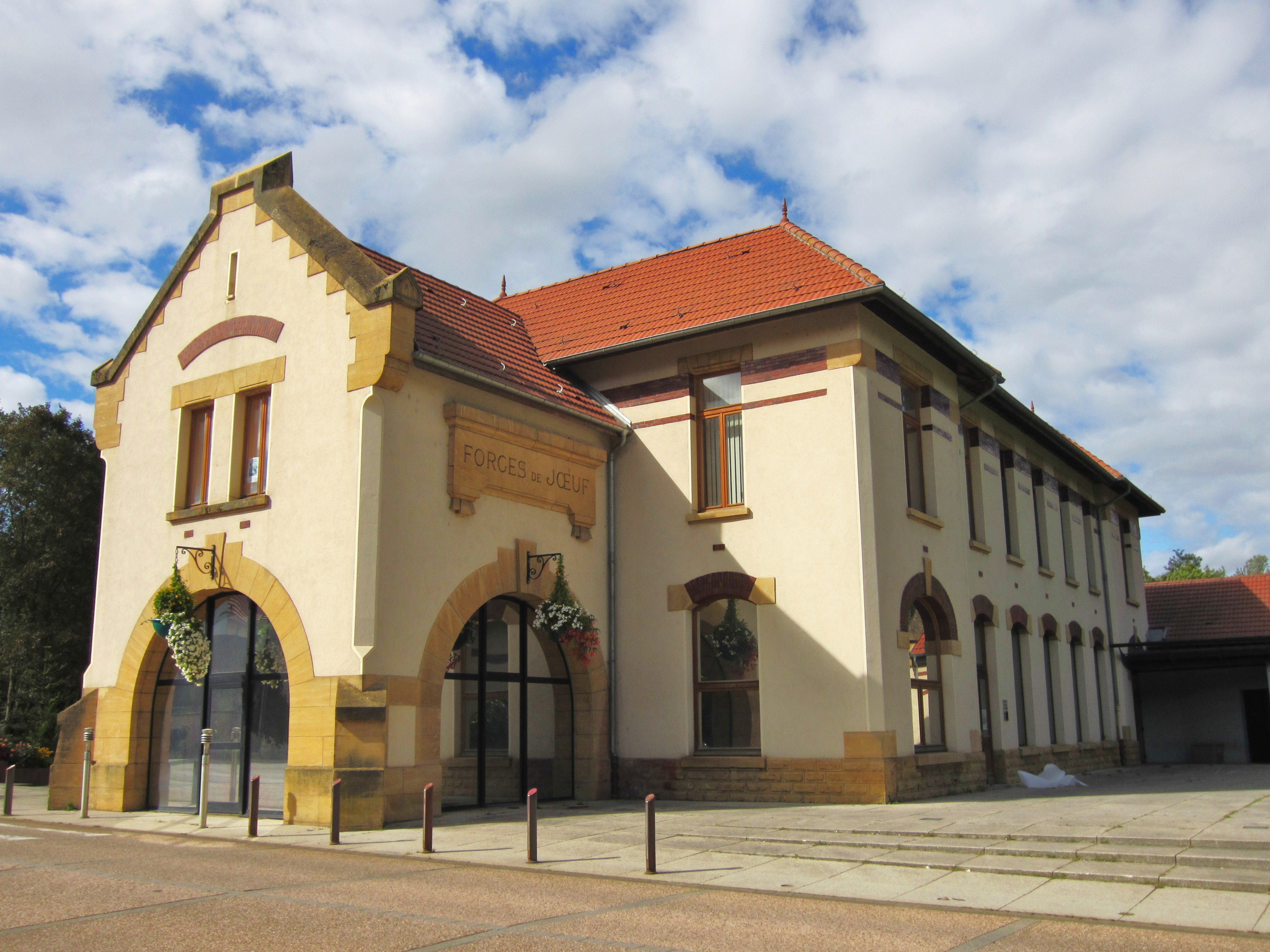
Forges de Jœuf.

L'usine de Jœuf a connu deux divisions de hauts-fourneaux :
- l'ancienne division a compté jusqu'à neuf hauts-fourneaux, les deux premiers ayant été mis à feu le même jour, le 11 mai 1882. Cette division compte huit hauts-fourneaux en 1912, une aciérie Thomas et des laminoirs[39] ;
- la nouvelle division de hauts-fourneaux de Jœuf, implantée dans un espace disponible entre les usines existantes de Jœuf et de Moyeuvre, est en réalité située sur le ban de la commune de Moyeuvre-Grande. Elle est construite dans les années 1960[40].

L'ancienne division est presque totalement démolie par les Allemands pendant la Première Guerre mondiale. La reconstruction démarre immédiatement mais la remise en route ne peut être que progressive du fait de la pénurie de coke. Le redémarrage s'étale entre 1919 et 1924. Cette division fonctionnera jusqu'à la fin des années 1960.
La nouvelle division est issue d'un projet d'expansion ambitieux décidé par le 4e plan quinquennal (1962-1965). Mais la crise de la sidérurgie dans le bassin lorrain met brutalement fin à ces rêves et seuls le J1 (mis à feu en 1961) et le J2 (mis à feu en 1964), avec leur usine d'agglomération (démarrée en 1968) sont construits. Ces hauts-fourneaux très modernes ont une capacité voisine de celle des plus gros hauts-fourneaux alors en service en France. Après quelques campagnes intermédiaires, ils s'arrêtent définitivement le 23 décembre 1988 et le 10 novembre 1989.

## Culture locale et patrimoine

### Lieux et monuments

#### Édifices civils
- Monument en hommage aux morts de la guerre de 1914-1918, réalisé par le sculpteur René Rozet et inauguré en 1922 par le général de Castelnau[41].

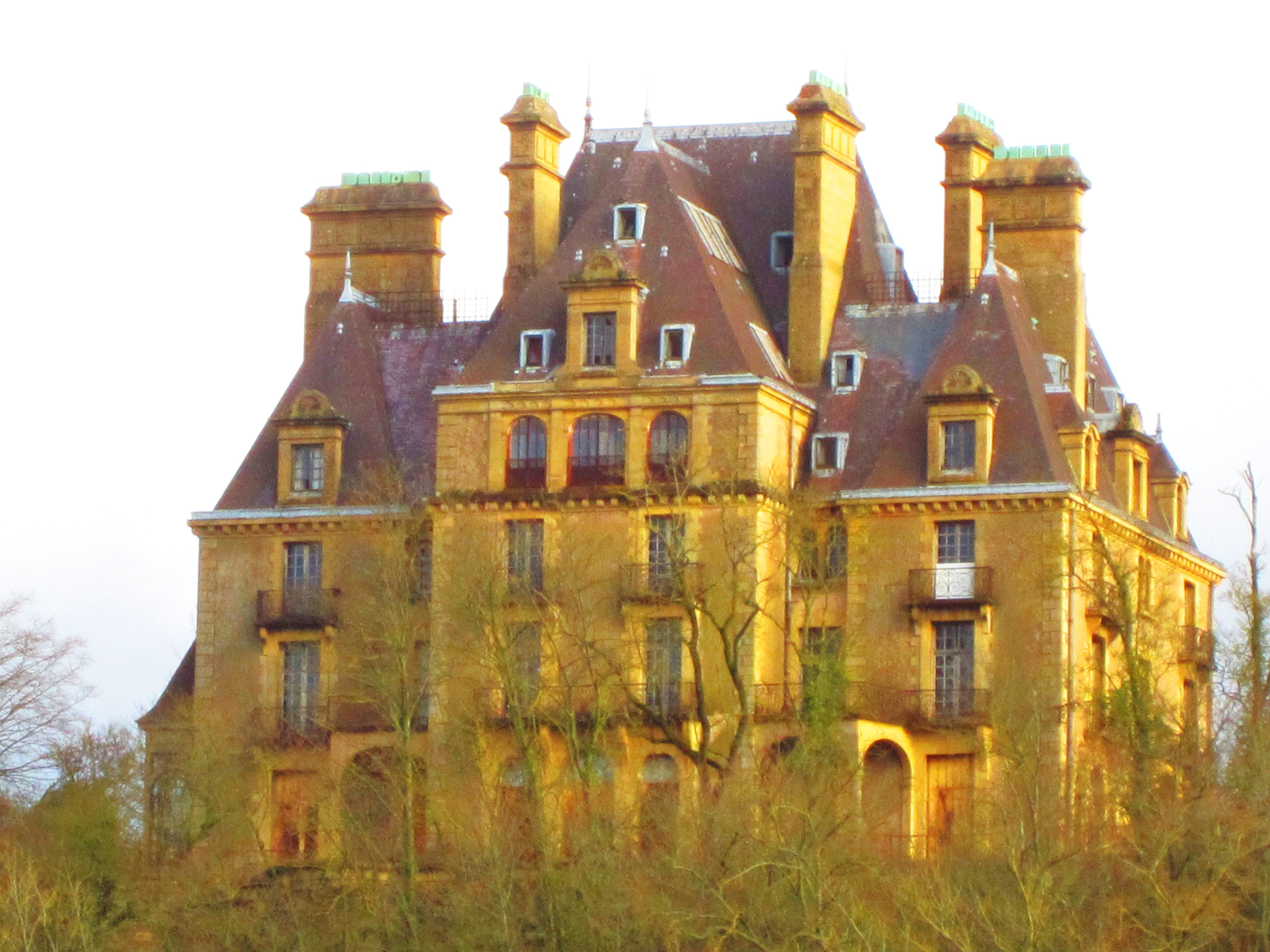
Château Maurice De Wendel.

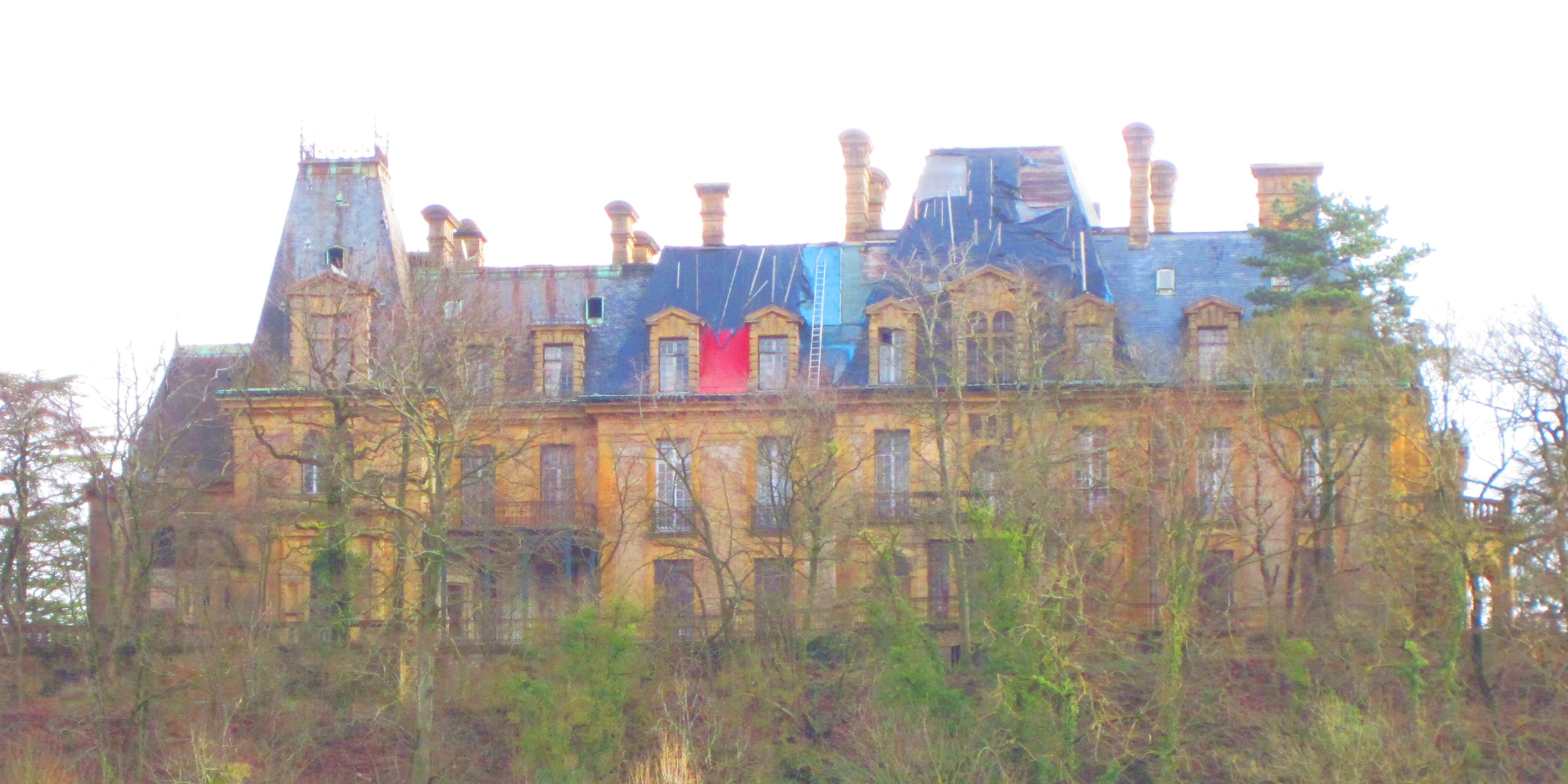
Château Henri De Wendel.

- Vestiges préhistoriques et antiques.
- Hypogée gallo-romain, édifice classé au titre des monuments historiques depuis 1875[42].
- Salle des fêtes François-de-Curel construite de 1927 à 1929.
- Statue de la Vierge du Haut de Villers.
- Château de Wendel, parties constituantes : chapelle construit par l'architecte Albert Jasson pour Henri de Wendel en 1895.
- Château de Brouchetière, parties constituantes : parties agricoles ; château d'eau ; parc construit après son mariage en 1905 pour Maurice de Wendel, dans le parc du château de son père Henri.

#### Édifices religieux
- Église paroissiale de L’Exaltation-de-la-Sainte-Croix, reconstruite en 1878, agrandie entre 1924 et 1942. Clocher du XVIIIe siècle détruit et reconstruit en 1964, ostente du XIIe siècle.
- Église paroissiale Notre-Dame-de-Franchepré, au lieu-dit Génibois, construite pour les habitants de la cité ouvrière des usines métallurgiques de Wendel et commanditée par cette famille. A remplacé un ancien oratoire dédié à la Vierge situé au lieu-dit Franchepré. Porte la date 5 juillet 1910 sur le mur sud de la tour clocher et la date 1911 sur la porte de la façade ouest, rénovée en 2007.
- Ancien ermitage Notre-Dame-de-Franchepré, lieu-dit Franchepré. Ermitage établi dans la vallée de l'Orne, entre Jœuf et Moyeuvre, sur des terres appartenant à l'abbaye du Justemont (Vitry-sur-Orne, Moselle). Chapelle dédiée à Notre-Dame de l'Annonciation, but d'un pèlerinage marial très fréquenté par les habitants de la vallée de l'Orne et des villages du plateau. Ermitage détruit en 1880 quand les de Wendel vinrent installer leurs usines métallurgiques en Lorraine Française, après l'annexion de la majeure partie du département de la Moselle par l'Empire allemand. Chapelle détruite en 1900 quand l'usine s'étendit sur la rive gauche de l'Orne.
- Salle du Royaume.

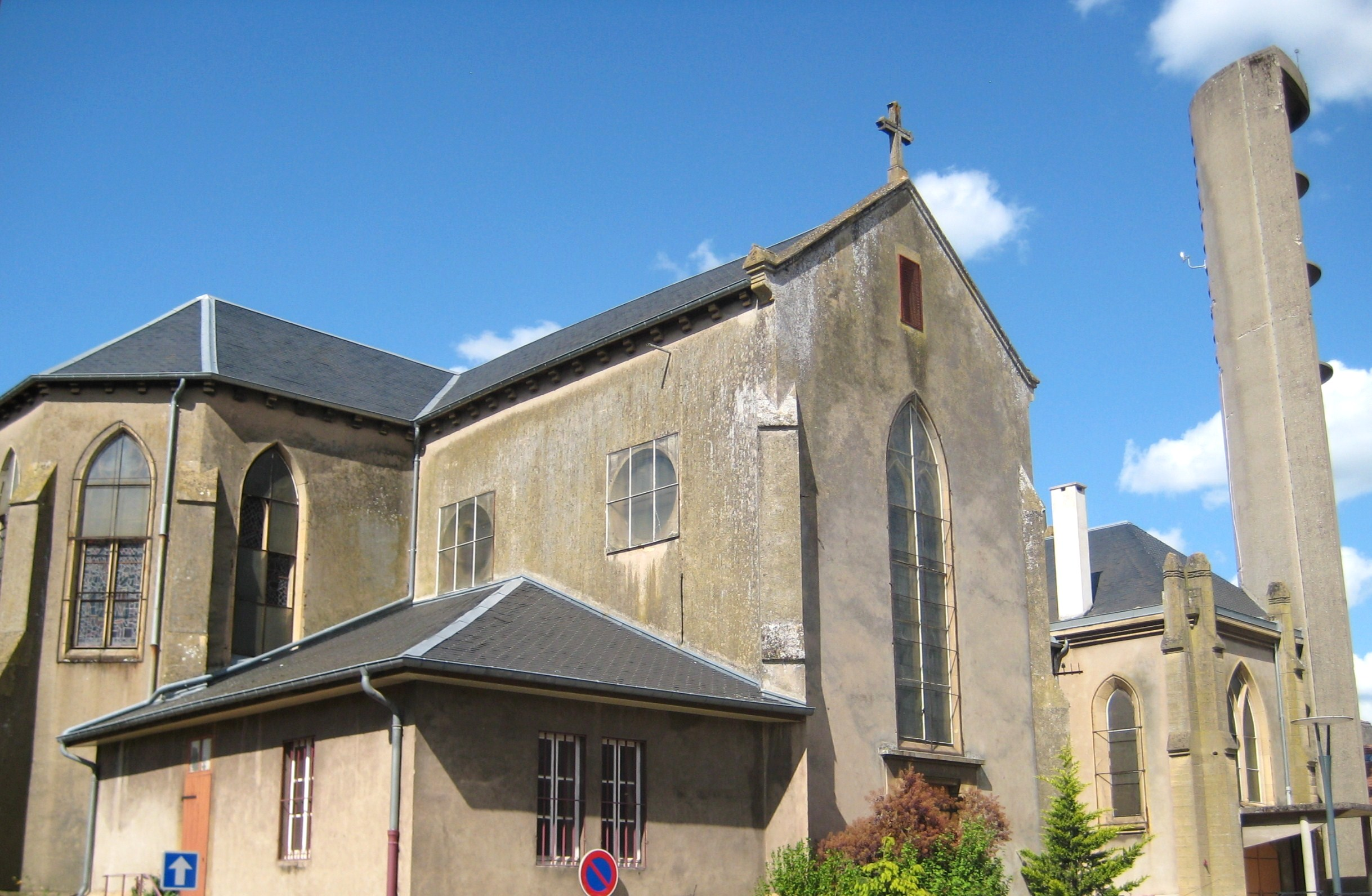
Église de l'Exaltation-de-la-Sainte-Croix.
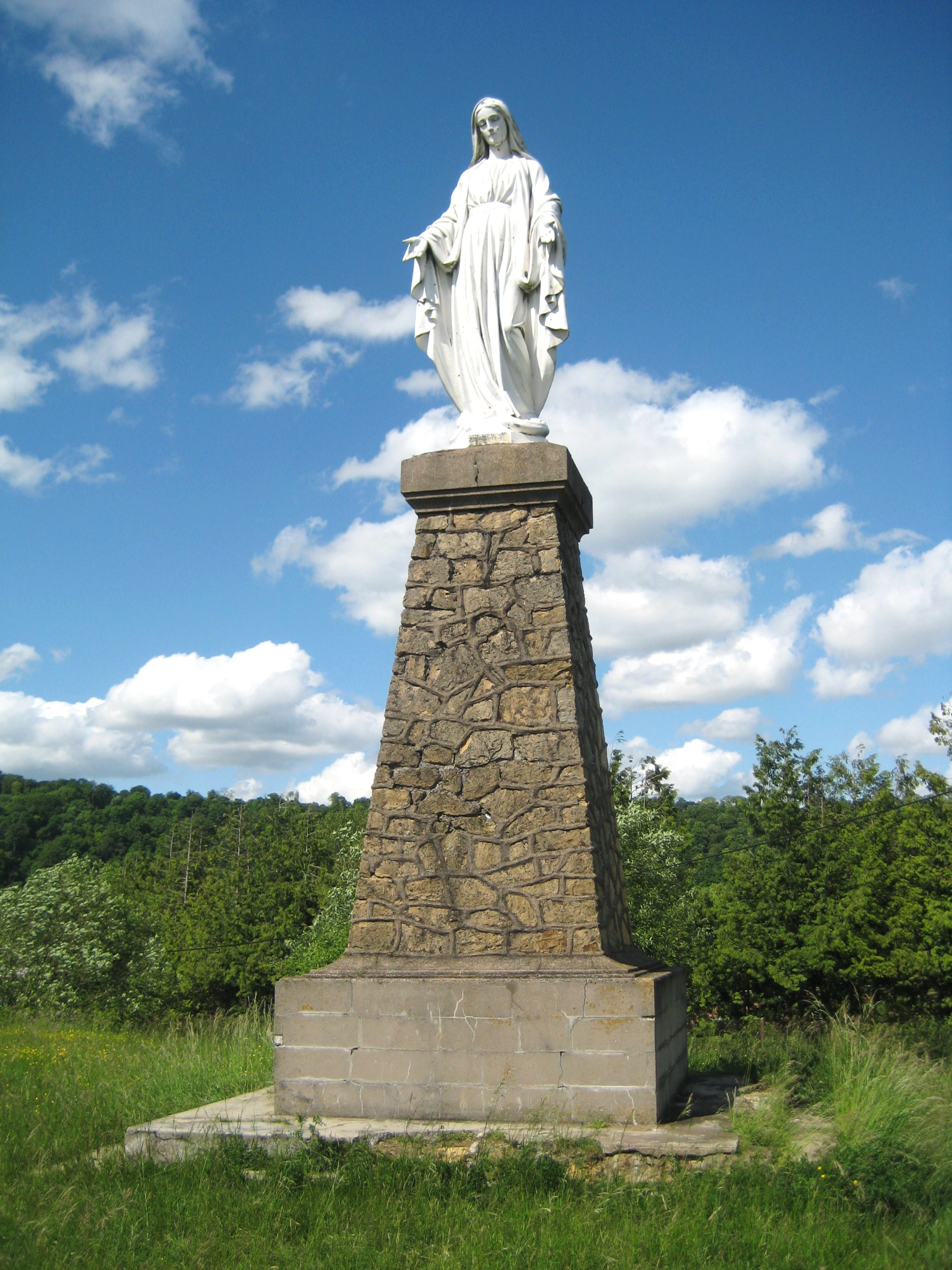
Statue de la Vierge de Jœuf.
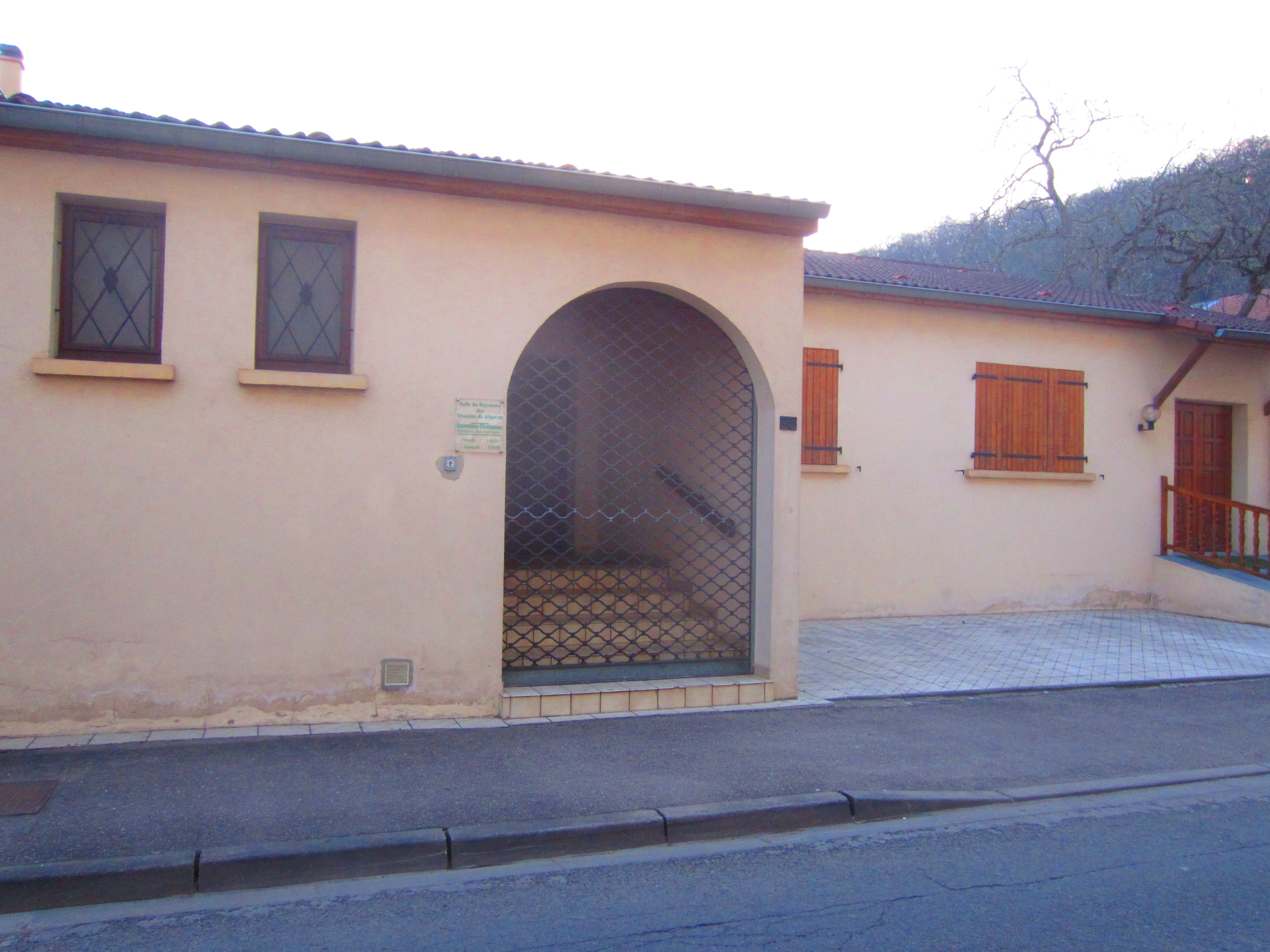
Salle du Royaume.

### Personnalités liées à la commune
- famille de Wendel : depuis les forges acquises en 1704, la famille de Wendel a marqué trois siècles de sidérurgie.
- Michel Platini a été une personnalité qui a marqué la ville de Jœuf (où il est né en 1955, rue Saint-Exupéry) et plus particulièrement son club de football (l'ES Jœuf), où il a signé sa première licence en 1966. Pour le centenaire du club, le célèbre footballeur a décidé d'organiser un match amical entre l'AS Nancy-Lorraine et la Juventus dans l'enceinte du stade de Jœuf. La rencontre se solde par un match nul 1-1, Ouaddou (45e minute) répondant à l'ouverture du score d'Amauri (8e minute).
- Pierre Fritsch (1930-2005), écrivain, né à Jœuf.
- Gérard Ugolini, né en 1949 à Joeuf, athlète français, spécialiste du saut en longueur.
- Éric Occansey, ancien international de basket-ball, né à Joeuf en 1964.
- Angel Mona, né 2 juin 1966 à Moyeuvre grande, champion d'Europe de boxe 1995,1996 et 1997.
- Damien Carême, né en 1960 à Joeuf, homme politique, maire de Grande-Synthe (Nord) de 2001 à 2019 puis député européen depuis mai 2019.

### Héraldique
| Blason de Jœuf | Blason  | Mi-parti : au premier d'azur semé de croisettes recroisetées au pied fiché d'or aux deux bars adossés du même brochant sur le tout, au second d'argent au haut-fourneau de sable, maçonné d'azur, flamboyant de gueules, posé sur une terrasse aussi de sable, accompagné à senestre d'une main dextre de carnation mouvant du flanc, tenant un foudre aussi de gueules. |
| Blason de Jœuf | Détails | Adopté en 1949 |